# Dominika na Mistrzostwach Świata w Lekkoatletyce 2015
Dominika na Mistrzostwach Świata w Lekkoatletyce 2015 – reprezentacja Dominiki podczas Mistrzostw Świata w Pekinie liczyła 1 zawodnika, który nie zdobył medalu.

## Występy reprezentantów Dominiki
| Konkurencja       | Zawodnik          | Eliminacje | Eliminacje | Finał    | Finał   |
| Konkurencja       | Zawodnik          | Rezultat   | Pozycja    | Rezultat | Pozycja |
| ----------------- | ----------------- | ---------- | ---------- | -------- | ------- |
| Trójskok mężczyzn | Yordanis Durañona | 16,27 m    | 21.        | NQ       | NQ      |